# Kalakhamb, Belgaum
Kalakhamb là một làng thuộc tehsil Belgaum, huyện Belgaum, bang Karnataka, Ấn Độ.